# Лаек, Сулейман
Сулейман Лаек (Гулям Моджаддед Сулейман Лаек, другие транскрипции — Лайек, Лаик (пушту سلېمان لايق‎); 7 октября 1930, Катаваза на территории нынешней провинции Пактика — 31 июля 2020) — афганский поэт, государственный деятель; министр по делам народностей и племен (1981—1989), министр по делам границ (1989—1990).

## Семья
Отец — маулави Абдул Гани, пуштун-гильзай из племени сулейманхель, был представителем в Афганистане семьи Моджаддеди — руководителей суфийского ордена накшбандийя. Мать происходила из гильзайского племени хароти (харути). Влиятельный лидер моджахедов Себгатулла Моджаддеди был женат на старшей сестре Лаека, Мерхнегор. Впрочем, по данным бывшего командующего 40-й армией генерала Бориса Громова, за неоднократные разоблачительные выступления против Себгатуллы 

Лаек был объявлен врагом клана. Такова логика всякой революции, тем более если она происходит где-нибудь на Востоке — брат вынужден воевать против брата, отец — против сына.

## Образование
Окончил лицей «Хабибия» в Кабуле (1947), медресе в городе Пагмане (1952; дважды исключался за «антирелигиозные высказывания»). В возрасте 12 лет познакомился с творчеством русских и французских классиков, в том числе с поэзией А. С. Пушкина. В 1952—1954 учился на шариатском факультете Кабульского университета, был исключён за участие в студенческих выступлениях. Затем учился на литературном факультете этого университета, который окончил в 1957.

## Поэт
Получил широкую известность как поэт, пишущий на языках пашто и дари. В 1959 был удостоен государственной премии за стихотворение «Ушедшее детство». Автор сборников стихов «Песни Чунгара» (1962), «Палатка кочевника» (1976), «Воспоминания и поля» (1978), «Парус» (1981), «Заря над Индом» (1983), «Светлое направление дорог» (другой перевод — «Светлый путь») (1984). В его творчестве сочетаются лирические и ярко выраженные социальные мотивы.

## Политический деятель
В 1958—1968 занимал различные посты в средствах массовой информации и органах государственной власти: сотрудник кабульской газеты «Хивад», заместитель редактора Радио Афганистана, заместитель редактора журнала «Жвандун» («Жизнь»), заместитель редактора газеты «Радио», сотрудник министерства культуры. С 1965 — член Народно-демократической партии Афганистана, делегат её учредительного съезда; в 1966 стал кандидатом в члены Центрального комитета партии, входил в состав фракции «Парчам». С 1968 — издатель и главный редактор газеты «Парчам». В июле 1977 на объединительной партийной конференции с участием фракций «Хальк» и «Парчам» был избран членом Политбюро ЦК НДПА.

## Деятельность при режиме НДПА
После прихода к власти НДПА в 1978 году в результате Саурской (Апрельской) революции стал членом Революционного совета и министром радио и телевидения. После начала репрессий в отношении членов фракции «Парчам» был выведен из состава политбюро и снят с поста министра; написал покаянную статью, но в марте 1979 года был арестован и заключён в тюрьму Пули-Чархи. Впоследствии вспоминал об этом этапе своей жизни: Все друзья отвернулись от меня. Со мной остались лишь мои стихи — это сияющее ожерелье жемчужин человеческой души, жаждущей жизни в чистом море правды. Только они давали мне силу и утешение в застенках ада. Будучи в заключении, продолжил писать стихи — 42 стихотворения из «тюремного цикла» составили цикл «Цветы ада».
После ввода советских войск в Афганистан был освобождён из тюрьмы (в конце декабря 1979 года). С января 1980 года — кандидат в члены ЦК НДПА и член Революционного совета. С 12 апреля 1980 года— президент Академии наук Афганистана (в 1986 ему было присвоено звание академика в области языка и литературы). Одновременно был уполномоченным ЦК НДПА и Революционного совета ДРА по зоне «Восток» (город Джелалабад).
С июня 1981 года — министр по делам народностей и племён (занимал этот пост до февраля 1989), в том же году был включён в состав ЦК НДПА. В 1989—1990 годах — министр по делам границ. В 1986—1990 — член политбюро ЦК НДПА, в 1989—1990 — секретарь ЦК НДПА. В 1990—1992 годах — член исполнительного бюро Центрального совета Партии Отечества (бывшей НДПА) и один из заместителей её председателя. Наряду с политической деятельностью и поэтическим творчеством, занимался изучением этнографии пуштунских племён.

По воспоминаниям специалиста в области истории и политики Афганистана М. Ф. Слинкина, бывшего советским советником в этой стране в 1980-е годы, Лаек 

как тонкий политик и глубокий знаток этноконфессиональной ситуации в стране и как признанный поэт, приобрёл огромный авторитет не только среди племен и народностей Афганистана, но и вообще среди всех слоев интеллигенции и простых афганцев. Вместе с тем, нельзя не признать, что в руководстве партии и государства отношение к нему было далеко не однозначным: одни боготворили его и вполне оправданно связывали с его именем наиболее реальные возможности решения затянувшегося афганского кризиса, другие же, наоборот, ревниво воспринимая его популярность, плели вокруг него интриги и стремились во что бы то ни стало скомпрометировать его в глазах и афганской общественности, и Москвы. К компрометации С. Лайека прикладывали свою руку и влиятельные сотрудники представительства КГБ в Кабуле, а также ответственные работники советского посольства, которым не нравились его независимость, прямота суждений и несогласие с некоторыми аспектами политики высшего руководства страны, а значит и с установками, исходящими из Кремля.

## Эмигрант
После развала режима НДПА в 1992 вместе с семьёй покинул страну и получил политическое убежище в Германии.

## Возвращение на Родину
После свержения талибов и оккупации Афганистана войсками США и других странами НАТО вернулся в страну. Считается одним из самых уважаемых и авторитетных пуштунских поэтов. Имя Лаика упомянуто в песне М. Муромова (Афганистан):
Афганистан живёт в моей душе,
Мне слышатся бессонными ночами,
Стихи Лаика в гневе и печали,
И выстрелы на дальнем рубеже.